# Dvalin
En la Mitología nórdica, Dvalin es un enano, que aparece en varios relatos del Nórdico antiguo y kennings. El nombre se traduce como el durmiente (similar al danés y noruego dvale, que significa "dormir", "condición inconsciente"). Dvalin se identifica como uno de los cuatro ciervos de Yggdrasil, en el Grímnismál de la Edda poética y el Gylfaginning de la Edda prosaica.

## Edda poética
En la Edda poetica, Dvalin aparece en el poema Völuspá en una lista de enanos, y otra vez en una estrofa posterior como un líder que toma a una horda de enanos de las montañas para encontrar un nuevo lugar que morar:
«En las rocas que abandonaron, por tierras húmedas
buscaron un hogar, en las arenas»
En el Hávamál, Dvalin se presenta como el introductor de las runas a los enanos, como Dáinn había hecho para los elfos y Odín para los dioses.
En el Alvíssmál, un kenning para el sol se menciona como «el engaño de Dvalin», en referencia al poder del sol de convertir a los enanos en una roca. En la poesía escáldica, se usa el término kenning «la bebida de Dvalin» para la poesía, ya que fue originalmente creada por los enanos.
En el Fáfnismál, durante una discusión entre Sigurd y Fafnir sobre las nornas (al margen de las tres grandes nornas), quienes gobiernan las vidas y destinos de los enanos, se les conoce como las «hijas de Dvalin».

## Sagas
En la Saga Hervarar, Dvalin es uno de los dos enanos (junto a Durin), que forjaron la espada mágica Tyrfing.

## Sörla þáttr
En la Sörla þáttr, una historia corta islandesa escrita por dos religiosos cristianos en el siglo XV, Dvalin es el nombre de uno de los cuatro enanos (junto a Alfrigg, Berling y Grer) que modelaron el collar brisingamen que fue posteriormente adquirido por la diosa Freyja, tras aceptar pasar una noche con cada uno de ellos.

## Influencia moderna
J. R. R. Tolkien tomó el nombre de Dwalin para uno de los enanos en su obra El hobbit.